# نخستین مکتب موسیقی وین
نخستین مکتب وین یا نخستین مدرسهٔ وین (به انگلیسی: First Viennese School) نامی است که غالباً برای اشاره به سه آهنگساز بزرگِ دورهٔ کلاسیک در موسیقی کلاسیک غربی در وین در اواخرِ سدهٔ هجدهم میلادی، یعنی یوزف هایدن، ولفگانگ آمادئوس موتسارت، و لودویگ فان بتهوون به‌کار می‌رود. گاهی نام فرانتس شوبرت را نیز، به‌عنوان نفر چهارم، به این فهرست می‌افزایند.

## تاریخچه
در کشورهای آلمانی‌زبان، اصطلاحِ «کلاسیک‌گرایی وینی» (لفظاً به‌معنی «عصر یا هنرِ کلاسیکِ وین»)، به‌کار می‌رود. کاربردِ این اصطلاح اغلب به‌منظور متمایز ساختنِ موسیقیِ دوران کلاسیک از دوره‌های اصلیِ دیگر، یعنی موسیقی باروک و موسیقی رمانتیک، است.
اصطلاح «مکتب وین» را نخستین بار رافائل گئورگ کیزِوِتر، موسیقی‌شناس اتریشی، در سال ۱۸۳۴ به‌کار برد؛ البته او تنها هایدن و موتسارت را به‌عنوان اعضای مکتب برشمرد. سایر نویسندگان دنباله‌روِ او بودند، و درنهایت، نام بتهوون به فهرست افزوده شد.
برای تمایزِ این مکتب و دومین مکتب موسیقی وین، صفتِ «اولین» به این نام افزوده شده‌است.
آهنگ‌سازانِ این فهرست، به‌جز شوبرت، که بسیار جوان‌تر بود، یکدیگر را می‌شناختند؛ هایدن و موتسارت حتی زمانی طبع‌آزماییِ مشترک در قالب موسیقی مجلسی را تجربه کرده بودند. اما این جمع، برخلاف اعضای قرن‌بیستمیِ دومین مکتب موسیقی وین یا گروه شش، همکاریِ مستقیم در قالبِ اعضای یک مکتب نداشتند. قراینی هم در دست نیست که نشان دهد یکی از آهنگ‌سازانِ این فهرست، مستقیماً نزدِ دیگری «شاگردی» کرده باشد؛ مثلاً آنگونه که در دومین مکتب موسیقی وین، آلبان برگ و آنتون وِبِرن نزد آرنولد شونبرگ درس آموختند، گرچه این موضوع واقعیت دارد که بتهوون مدتی در جوانی درس‌هایی از هایدن گرفت.
گسترش نخستین مکتب وین و افزودنِ چهره‌هایی دیگر، نظیر آنتون بروکنر، یوهانس برامس، و گوستاو مالر، تلاش‌هایی صرفاً ژورنالیستی به‌شمار می‌رود و هرگز عملاً چنین تلاشی در دنیای موسیقی‌شناسی آکادمیک صورت نگرفته‌است.

## یادداشت
1. ↑  Wiener Klassik آلمانی
2. ↑  Raphael Georg Kiesewetter آلمانی
3. ↑  Les Six فرانسوی